# Molophilus murudanus
Molophilus murudanus är en tvåvingeart som beskrevs av Edwards 1926. Molophilus murudanus ingår i släktet Molophilus och familjen småharkrankar. Inga underarter finns listade i Catalogue of Life.